# Chamar
Der Chamar ist ein Berg im Himalaya in der nepalesischen Verwaltungszone Gandaki unweit der Grenze zum autonomen Gebiet Tibet.
Der Chamar ist ein vergletscherter Berg bildet die höchste Erhebung im Serang Himal, einer Gebirgsgruppe des Himalaya. Der Hauptgipfel des Chamar besitzt eine Höhe von 7165 m. Die nächsthöheren Berge liegen im 25 km südöstlich gelegenen Ganesh Himal. Der Achttausender Manaslu liegt 37,5 km weiter westlich.
Der Chamar besitzt neben dem Hauptgipfel noch den einen Kilometer südlich gelegenen Südgipfel (auch Shringi) (7161 m ⊙). Dessen Schartenhöhe beträgt 261 m. Die Staatsgrenze liegt auf einem 2,8 km nördlich gelegenen Nebengipfel. 

## Besteigungsgeschichte
Der Hauptgipfel des Chamar wurde am 5. Juni 1953 von einer neuseeländischen Expedition um Maurice Bishop und Nyamgel Sherpa erstbestiegen.
Der Südgipfel gilt noch als unbestiegen.